# Lifestyles of the Sick & Dangerous
Lifestyles of the Sick & Dangerous är det fjärde studioalbumet av det finska bandet Blind Channel, släppt den 8 juli 2022. På albumet ingår låten "Dark Side", vilket var låten som representerade Finland i Eurovision Song Contest 2021.

## Låtlista
1. "Opinions" - 3:07
2. "Dark Side" - 2:57
3. "Don't Fix Me" - 2:53
4. "Bad Idea" - 3:12
5. "Alive or Only Burning" - 3:09
6. "Balboa" - 3:12
7. "National Heroes" - 1:31
8. "We Are No Saints" - 3:10
9. "Autopsy" - 3:01
10. "Glory for the Greedy" - 3:29
11. "Thank You for the Pain" - 5:35